# Archivo Intermedio Militar Pirenaico
El Archivo Intermedio Militar Pirenaico (llamado anteriormente Archivo Intermedio de la Región Militar Pirenaica) es un archivo militar español de titularidad estatal que forma parte del Sistema Archivístico de la Defensa (SAD) dentro del subsistema archivístico del Ejército de Tierra de España (SAET), dirigido por el Instituto de Historia y Cultura Militar (IHCM). Es un archivo intermedio, que conserva el patrimonio documental de las unidades, centros y organismos de las antiguas capitanías generales que fueron disueltas con la ampliación del Plan Norte. Está situado en el Cuartel del Bruch en Barcelona, España.

## Historia
El Archivo Intermedio Militar Pirenaico se creó en 1995, inicialmente, con la denominación de Archivo Intermedio de la Región Militar Pirenaica. Su gestión corresponde a la Región Militar Pirenaica, de acuerdo con la Norma General sobre la Organización de los Archivos Regionales del 20 de noviembre de 1995. 
En 1999, se trasladaron los fondos desde un torreón del Cuartel del Bruch a dos depósitos provisionales. En el mismo año se incorporó un coronel como director del archivo. Con posterioridad se trasladaron al local definitivo, donde comenzaron los trabajos técnicos con personal contratado por el archivo directamente.
En 2002 se cubrió por primera vez la plaza de Director Técnico, vacante en la actualidad. El 1 de enero de 2011, el archivo pasó a depender orgánica y funcionalmente del Instituto de Historia y Cultura Militar (Madrid).

## La sede
El archivo está situado en la sala superior central del recinto de la Cuartel del Bruch, en unas antiguas cuadras remodeladas para este propósito. La sede del archivo dispone de dependencias de trabajo y locales de depósito con armarios compactos. Actualmente los fondos del archivo ocupan unas instalaciones formadas por tres depósitos.

## Fondo
Los fondos documentales tienen un volumen aproximado, según datos del año 2010, de 3.187 metros cúbicos. La ocupación actual del primer depósito, que consta de 15 armarios compactos, es de un 85% de su empleo total. El segundo depósito, que consta de 9 armarios compactos más 12 palés con un total de unos 975 metros cúbicos, tiene un nivel de ocupación del 62%. El último depósito contiene 1.068 cajas de traslado con el 85% de ocupación.
El cuadro de clasificación del fondo es el siguiente:
- Mando y administración territorial
- Unidades y fuerza
- Apoyo de la fuerza
- Reclutamiento
- Fondo de la justicia militar
- Archivos privados y familiares

## Servicios
El Archivo Intermedio Militar Pirenaico ofrece los siguientes servicios a sus usuarios:
- Información oral y escrita sobre sus fondos.
- Sala de consulta.
- Fotocopias certificadas y compulsas.
- Recepción de documentación.
- Es imprescindible la identificación en el control de acceso al recinto del Cuartel del Bruch, mediante el DNI, NIF o Pasaporte para acceder al archivo.